# Basse Marche
La  Basse Marche  est un pays traditionnel de France situé au nord de la région Nouvelle-Aquitaine, dans le département de la Haute-Vienne.

## Géographie

### Situation
La Basse Marche se trouve dans le nord de la Haute-Vienne, autour de Bellac et du Dorat, de part et d'autre de la rivière Gartempe. Le territoire de la Basse Marche, moins étendu que celui de la Marche, est le centre historique du comté. C’est en Basse Marche, à Bellac que s’installent les premiers des comtes de la Marche.
Le Dorat, ancienne place forte et centre spirituel, est traditionnellement considéré comme la capitale de la Basse Marche.
Les régions naturelles voisines sont, au nord le Montmorillonnais et le Boischaut Sud, à l'est le pays de La Souterraine, au sud le pays de la Vienne et à l'ouest la Charente limousine.

### Topographie
La Basse Marche occupe le tiers nord du département de la Haute-Vienne, et est délimitée au sud par les monts de Blond, le pays de Saint-Pardoux et les monts d'Ambazac. Son altitude varie de 150 à 300 m. La zone rassemble environ 40 000 habitants.

### Principales villes
- Bellac
- Magnac-Laval
- Le Dorat
- Châteauponsac